# Seznam děkanů Fakulty výtvarných umění Vysokého učení technického v Brně
Toto je seznam děkanů Fakulty výtvarných umění Vysokého učení technického v Brně.
1. Vladimír Preclík (1993–1997)
2. Igor Zhoř (1997)
Zdeněk Zdařil (pověřen výkonem funkce na přelomu let 1997 a 1998)[2]
3. Tomáš Ruller (1998–2000)
Pavel Ondračka (pověřen výkonem funkce v průběhu roku 2000)[2]
4. Jan Sedlák (2000–2003)
Jan Sedlák (pověřen výkonem funkce v lednu 2004)
5. Petr Spielmann (2004–2007)
6. Michal Gabriel (2007–2010)
7. Milan Houser (2010–2018)
8. Filip Cenek (od 2019)[3]